# Ansonville (Caroline du Nord)
Ansonville est une ville américaine située dans le comté d'Anson dans l'État de Caroline du Nord. En 2010, sa population était de 631 habitants.

## Source de la traduction
- (en) Cet article est partiellement ou en totalité issu de l’article de Wikipédia en anglais intitulé « Ansonville, North Carolina » (voir la liste des auteurs).